# Eleocharis deightonii
Eleocharis deightonii är en halvgräsart som beskrevs av Sheila Spenser Hooper. Eleocharis deightonii ingår i släktet småsäv, och familjen halvgräs. Inga underarter finns listade i Catalogue of Life.